# James Snyder
James Randall Snyder (Santa Clara, 7 febbraio 1981) è un attore e cantante statunitense, attivo in campo televisivo, teatrale e cinematografico.

## Biografia
Dopo aver recitato in alcuni film all'inizio degli anni 2000, Snyder debuttò a Broadway nel 2006 con il musical Cry-Baby, a cui seguì If/Then con Idina Menzel nel 2014 ed In Transit nel 2016. Ha recitato anche in altri musical a livello regionale, tra cui Carousel a Chicago nel 2012 e la commedia Casa Valentina a Pasadena nel 2016. Nel 2019 torna a Broadway nell'opera teatrale Harry Potter e la maledizione dell'erede, in cui interpreta il protagonista Harry Potter.
È sposato con Jacqueline D. Snyder e la coppia ha avuto due figli, Oliver e Willa Emerson .

## Filmografia parziale

### Cinema
- Pretty Persuasion, regia di Marcos Siega (2005)
- Gingerdead Man (The Gingerdead Man), regia di Charles Band (2005)
- She's the Man, regia di Andy Fickman (2006)

### Televisione
- Una mamma per amica (Gilmore Girls) – serie TV, 1 episodio (2004)
- Cold Case – serie TV, 1 episodio (2007)
- The Good Wife – serie TV, 1 episodio (2015)
- NCIS - Unità anticrimine (NCIS) – serie TV, episodio 20x20 (2023)

## Doppiatori italiani
Nelle versioni in italiano delle opere in cui ha recitato, James Snyder è stato doppiato da:
- Alessandro Quarta in Anna's Dream
- Fabrizio De Flaviis in Cold Case - Delitti irrisolti
- Gianfranco Miranda in CSI - Scena del crimine
- Gabriele Sabatini in NCIS - Unità anticrimine